# Aiden
Aiden byla rocková skupina z amerického Seattlu, která vznikla v roce 2003.

## Členové skupiny

### Současní členové
- William Francis – zpěvák
- Nick Wiggins – baskytarista
- Ian MacWilliams – kytarista
- Keef West – bicí

### Bývalí členové
- Steve Clemens – hlavní zpěv (2003)
- Jake Wambold – kytarista (2003–2008)
- Jake Davison – bubeník (2003–2011)
- Angel Ibarra – kytarista (2003–2006, 2007–2012)

## Diskografie

### Studiová alba
- Our Gangs Dark Oath (2004)
- Nightmare Anatomy (2005)
- Conviction (2007)
- Knives (2009)
- Disguises (2011)
- Some Kind of Hate (2011)